# Михали (муниципальный округ Егорьевск)
Михали́ — деревня в муниципальном округе Егорьевск Московской области России .

## Расположение
Деревня Михали расположена в северо-западной части Егорьевского района, примерно в 7 км к югу от города Егорьевска. В 0,5 км от деревни протекает река Устынь. Высота над уровнем моря 157 м.

## Название
В письменных источниках деревня упоминается как Брылкино (1577 год), Брылкино, а Михалево тож (1627 год), Михалево, Корноухово тож (1678 год), Михалево (1746 год). С 1888 года за деревней закрепилось название Михали.
Названия Брылкино и Корноухово связаны с некалендарными личными именами Брыл(ь) и Корноух. Современное наименование происходит от календарного личного имени Михаил.

## История
До отмены крепостного права жители деревни относились к разряду государственных крестьян. После 1861 года деревня вошла в состав Нечаевской волости Егорьевского уезда. Приход находился в Сергиевском Погосте.
В 1926 году деревня входила в Михалевский сельсовет Колычёвской волости Егорьевского уезда.
До 1994 года Михали входили в состав Колычевского сельсовета Егорьевского района, а в 1994—2006 годы — Колычевского сельского округа.
Входила в состав городского поселения Егорьевск.

## Демография
В 1885 году в деревне проживало 586 человек, в 1905 году — 664 человека (324 мужчины, 340 женщин), в 1926 году — 549 человек (262 мужчины, 287 женщин). По переписи 2002 года — 1748 человек (820 мужчин, 928 женщин). Население — 1802 человек (2010).
| 1859  | 1868 | 1885 | 1905 | 1926 | 2002  | 2006  |
| ----- | ---- | ---- | ---- | ---- | ----- | ----- |
| 468   | ↗495 | ↗586 | ↗664 | ↘549 | ↗1748 | ↘1734 |
| 2010  |      |      |      |      |       |       |
| ↗1802 |      |      |      |      |       |       |